# M2 Bradley
M2 «Бредлі» (англ. M2 Bradley) — основна бойова машина піхоти, що перебуває на озброєнні механізованих військ армії США. На базі машини створено гусеничну платформу Bradley.
Бойова машина піхоти M2 «Бредлі» надійшла на озброєння в 1981 році після довготривалих випробувань, що тривали з 1964 року. Бойова машина отримала власну назву на честь легендарного американського генерала часів Другої світової війни Омара Бредлі.
БМП призначена для забезпечення транспортування підрозділів мотопіхоти на полі бою, ведення ними бою з машини та вогневої підтримки їх у період і після спішування.
Застосовувалася американськими військами у війнах в Перській затоці та Іраку. Також з 2023 року машини застосовують українські сили під час російсько-української війни.

## Історія розробки

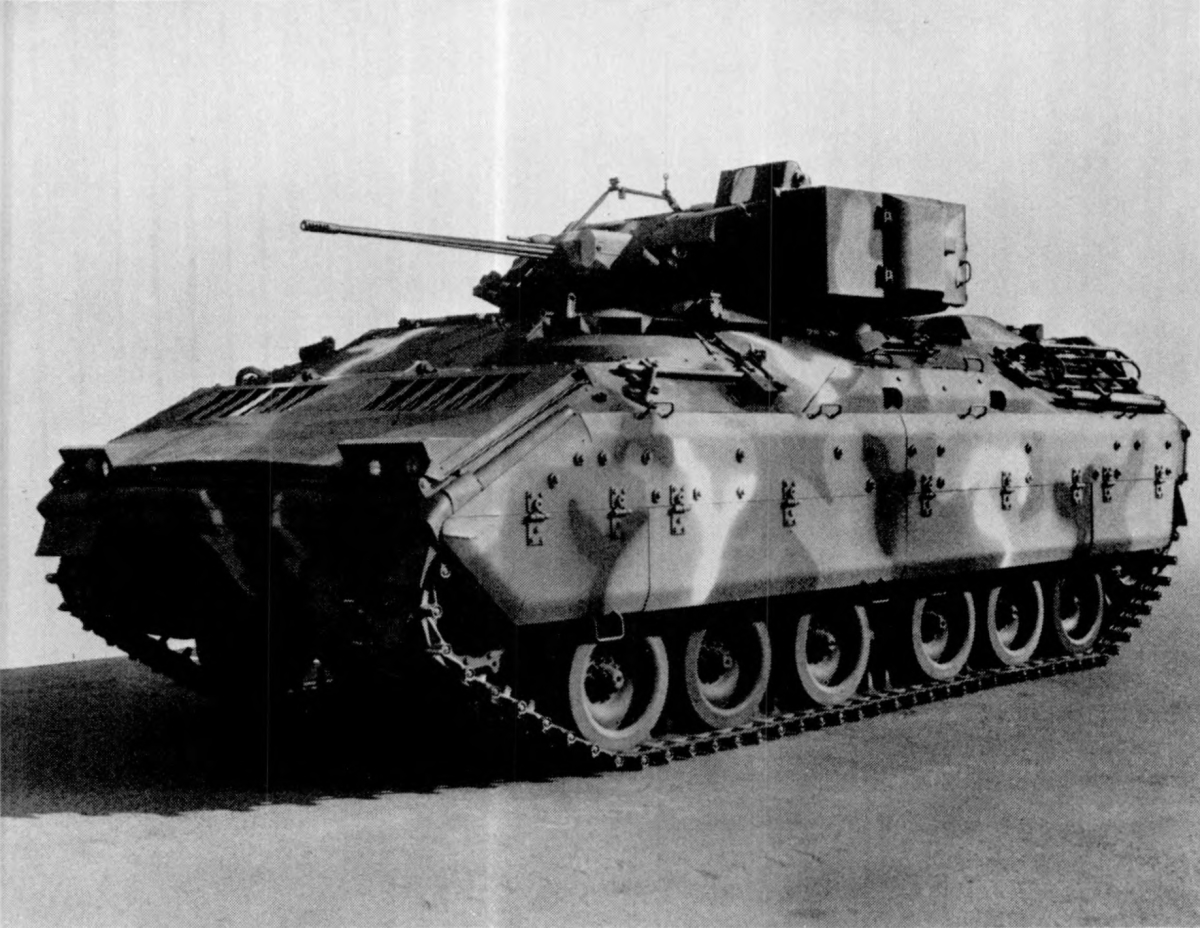
XM2 на майданчику танкового заводу FMC у Сан-Хосі 1 грудня 1978 року.
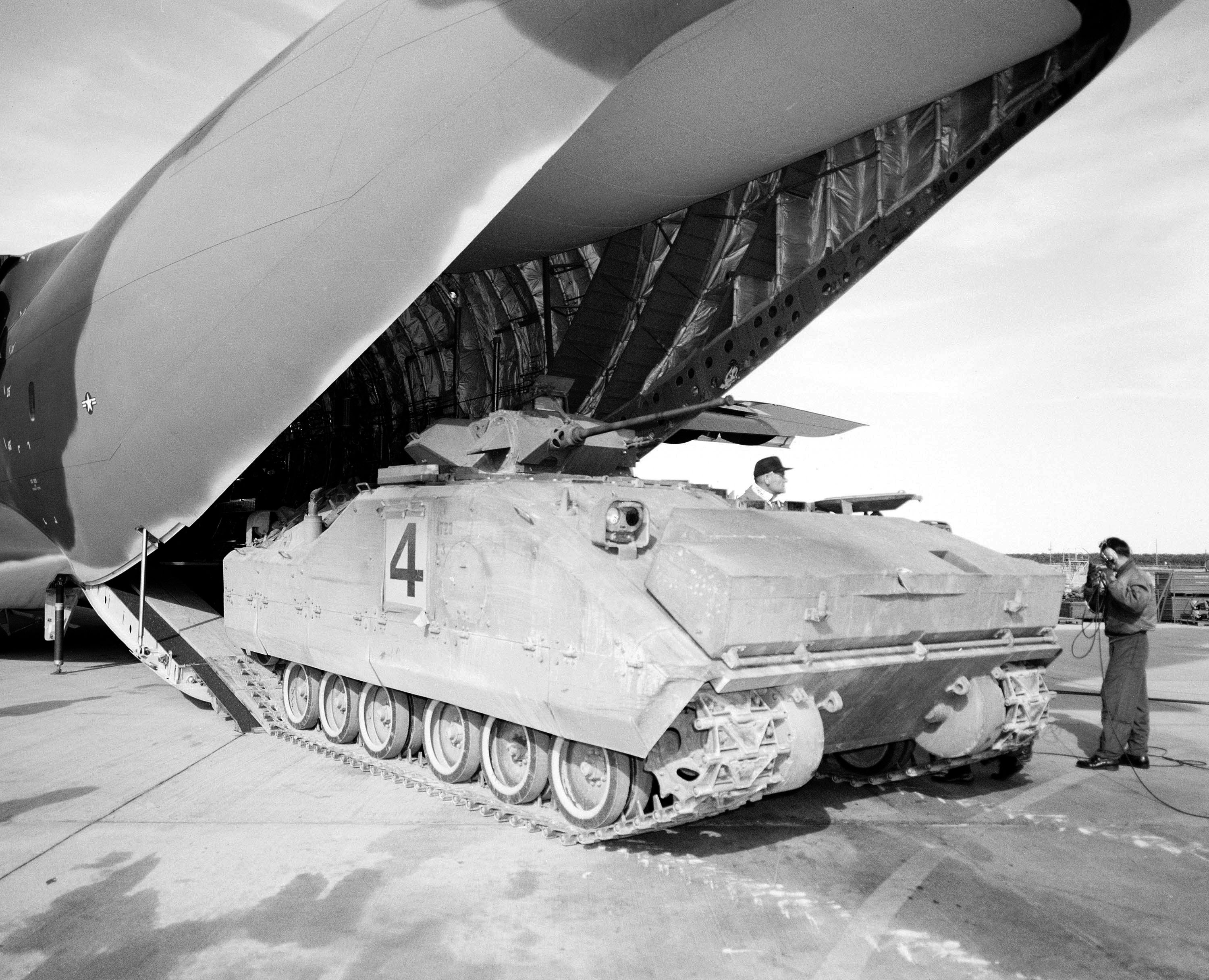
БМП XM723 (прототип M2 Bradley) вивантажують із літака YC-15 під час випробування на важке навантаження.
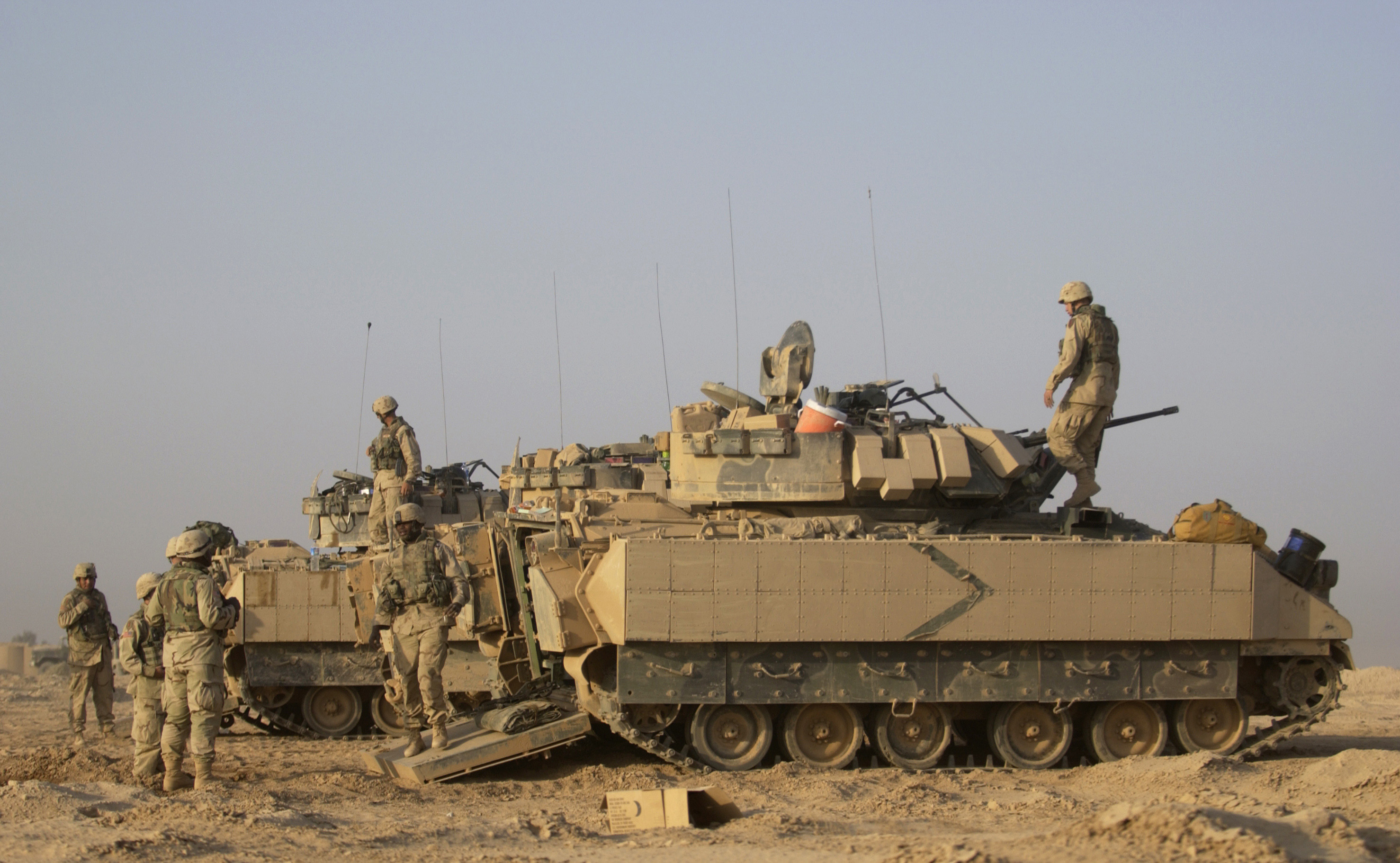
Військовослужбовці 1-ї піхотної дивізії США готують М2А2 на передовій базі «Маккензі» в Іраку 28 жовтня 2004 перед бойовою операцією. Варіант встановлення додаткового бронювання у вигляді коробчатих блоків ДЗ на корпусі та башті БМП.

Створення БМП для армії США почалося 1964 року в межах програми Mechanized Infantry Combat Vehicle (MICV; укр. «Бойова машина піхоти») і завершилося 1981-го прийняттям на озброєння М2 Bradley. У ході цих робіт було створено кілька варіантів БМП, які були як глибокою модернізацією M113, так і принципово новими машинами.
Першою спробою стала розроблена компанією Pacific Car and Foundry Company машина XM701 (проєкт MICV-65). У 1965 році було зібрано шість дослідних зразків. XM701 мала посилене в порівнянні з БТР M113 бронювання, амбразури в похилих бортах, 20-мм гармату в двомісній башті. Однак низка недоліків машини (недостатня швидкість руху по пересіченій місцевості, надмірна маса та габаритні розміри) не дозволили прийняти її на озброєння.
Наступну спробу створити полегшену БМП на основі M113 здійснила компанія FMC (Food Machinery and Chemical Corporation) у 1967 році. Створена нею дослідна машина XM765 на 90 відсотків складалася з деталей і вузлів M113A1. Були змінені форма і розміри корпусу, лобова та бортова броня посилена сталевими плитами, встановлена 20-мм автоматична гармата М139. У 1973 році, у зв’язку із закінченням війни у В’єтнамі, витрати на нові розробки для армії були різко скорочені, і роботи над проєктом XM765 фактично згорнули. Модифікацію XM765 — AIFV (Armored Infantry Fighting Vehicle; укр. «Броньована бойова машина піхоти») з 25-мм автоматичною гарматою КВА-В02 Oerlikon прийняли на озброєння Нідерланди, Бельгія, Туреччина та Філіппіни.
Проєкт MICV-70 визнали надто складним і дорогим, відтак 1971 року прийняли рішення створити простішу і дешевшу БМП.

### Прототип XM723
Роботу над цим проєктом, який отримав індекс XM723, доручили компанії FMC, що отримала контракт на будівництво відразу 17 дослідних зразків. Збірку прототипу XM723 завершили в грудні 1973 року. Бойова маса машини 19 т, екіпаж — 3 особи (командир, навідник, механік-водій), десант — 9 осіб, одномісна башта з 20-мм гарматою, амбразури (по 2 з кожного борту) для ведення вогню десантом з машини, місце командира — в корпусі машини за механіком-водієм. Вимоги щодо захисту машини включали: круговий захист від вогню 14,5-мм кулемета, лобова броня — від малокаліберних 20-30-мм бронебійних снарядів з відстані 300 м. Для задоволення таких високих вимог Ballistic Research Lab (укр. «Лабораторія балістики») на початку 1970-х розробили новий бронезахист «spaced laminate steel armor system» — багатошарову рознесену броню. Захист складався з зовнішнього екрану із різнотвердої сталі (твердість шарів 60/50 HRC), що знаходився на відстані 100-150 мм від основної броні, внутрішнього екрану та основної алюмінієвої броні корпусу машини. За стійкістю до заданих засобів ураження (при мінімальній масі) ця система перевершувала всі тодішні матеріали та конструкції броні.
ХМ723 виходила доволі дорогою — 220 000 доларів у цінах 1973 року, вчетверо дорожче M113 і всього вдвічі дешевше танка M60A1. Це змусило військових задуматися. Також сумніви щодо XM723 додали й оцінки аналітиками радянської БМП-1, яку визнали придатною для ядерного конфлікту, але малопридатною для звичайної війни, оскільки американська БМП створювалася під явним впливом радянського зразка. Всі ці сумніви привели до створення в 1975 році спеціальної комісії, очолюваної генералом Ларкіним. Перед комісією поставили кілька запитань, ключовими з яких були два:
- Чи є ХМ723 досить хорошою, щоб виправдати витрати коштів на її доведення?
- Якщо так, то чи можна об'єднати програму розробки нової БМП з програмою створення нової БРМ ARSV (Armored Reconnaissance Scout Vehicle)?

У листопаді 1976 року комісія Ларкіна після розгляду альтернатив (німецької БМП Marder, французької АМХ-10Р, а також гіпотетичної важкої БМП на шасі основного бойового танка) була змушена визнати, що ХМ723 не найгірший варіант. Після виготовлення дослідних зразків та проведення випробувань у 1976 році, армія США сформулювала перелік необхідних доопрацювань, які включали встановлення нової двомісної башти з 25-мм гарматою M242 Bushmaster і пускової установки ПТКР TOW (проєкт MICV TBAT-II), доопрацювання бортових амбразур, створення розвідувальної версії БМП та забезпечення плавучості машин з використанням плавзасобів.
У 1977 році БМП і БРМ проєкту MICV TBAT-II отримали нові позначення XM2 та XM3 відповідно, а в 1978 році були готові прототипи нових машин. Перед Конгресом США було поставлено питання про необхідність розробки XM2 у зв’язку з високими втратами БМП-1 у арабо-ізраїльській війні 1973 року та запропоновано створення бойової машини з більш високим рівнем захисту. Дослідна партія XM2 і XM3 з бойовою масою 21,3 т була готова до 1979 року, випробування проводилися на Абердинському полігоні.
Порівняно з прототипом XM723, бойова маса M2 (A0) збільшена до 22,3 т, кількість десантників зменшена до 7, встановлена нова двомісна (командир і навідник) башта з 25-мм гарматою (вимогами до гармати передбачалося ураження в лобовій проєкції БМП-1 (СРСР) бронебійним підкаліберним снарядом типу APDS-T на відстані 1500 м), спареним з нею 7,62-мм кулеметом M240 і пусковою установкою ПТКР TOW з лівого боку башти для ураження основних танків на відстані до 3 км. Збережені амбразури по бортах корпусу, збережений (і дещо підвищений) рівень захисту від зазначених у тактико-технічному завданні засобів ураження: круговий захист від бронебійно-запалювальних куль 14,5-мм кулемета КПВ, у передньому секторі обстрілу — від малокаліберних снарядів 25-мм БПС і 30-мм БТ, уламків 155-мм осколково-фугасних снарядів на відстані 10-15 м.
У 1981 році машини були прийняті на озброєння як M2/M3 Bradley. Загальна вартість реалізації програми M2/M3 склала 5,6 млрд дол. США, з урахуванням загальних обсягів випуску вартість однієї машини становила 3,16 млн дол.
Виробництво Bradley завершилося в 1995 році. Всього було виготовлено 6785 M2/M3 Bradley, включаючи 400 одиниць для Саудівської Аравії.

## Опис

### Компонування
«Бредлі» має традиційну для більшості машин цього класу компонування з переднім розташуванням моторно-трансмісійного відділення (МТВ). МТВ зміщено до правого борту, а ліворуч розташоване робоче місце механіка-водія. Кришка його люка відкидається назад, а на марші може фіксуватися в піднятому положенні. Огляд вперед і ліворуч забезпечують чотири призмові оглядові блоки (передній може замінюватися приладом нічного бачення). Огляд праворуч при закритому люку практично відсутній — його перекриває дах МТВ.
В середній частині корпусу встановлено двомісну башту, трохи зміщену до правого борту. У ній ліворуч розташоване робоче місце навідника, а праворуч — командира. Для обох передбачені люки з кришками, що відкидаються назад, причому кришка люка командира встановлена на спеціальній рамці і може підійматися вгору для поліпшення огляду. По периметру командирського люка встановлено сім призмових оглядових блоків, по периметру люка навідника — три. Башта має підвісний полик, а бойове відділення відгороджене від десантного перегородкою з проходом. Десант у складі шести осіб розташований таким чином: двоє біля лівого борту за місцем механіка-водія, двоє — біля правого борту за баштою, двоє — біля кормової аппарелі. Для спішування десанту в бою служить апарель, яка відкидається за допомогою гідроприводу. У звичайних умовах посадка та висадка здійснюється через двері в апарелі ліворуч. У даху десантного відділення є люк з кришкою, яка відкидається назад.

### Захист
Корпус та башта «Бредлі» зварені з листів алюмінієвого сплаву, легованого марганцем, хромом, магнієм та цинком. Спереду та по бортах застосований «сендвіч», розроблений для ХМ723. Він забезпечує достатній захист проти снарядів малокаліберних гармат. Дно машини для захисту від мін посилене сталевим листом. Додатковий захист корпусу в передній проєкції забезпечує відкидний хвилевідбійний щит. Ходову частину до опорних котків прикривають броньові екрани, нижня частина яких для полегшення технічного обслуговування відкидається на петлях вгору.

### Озброєння

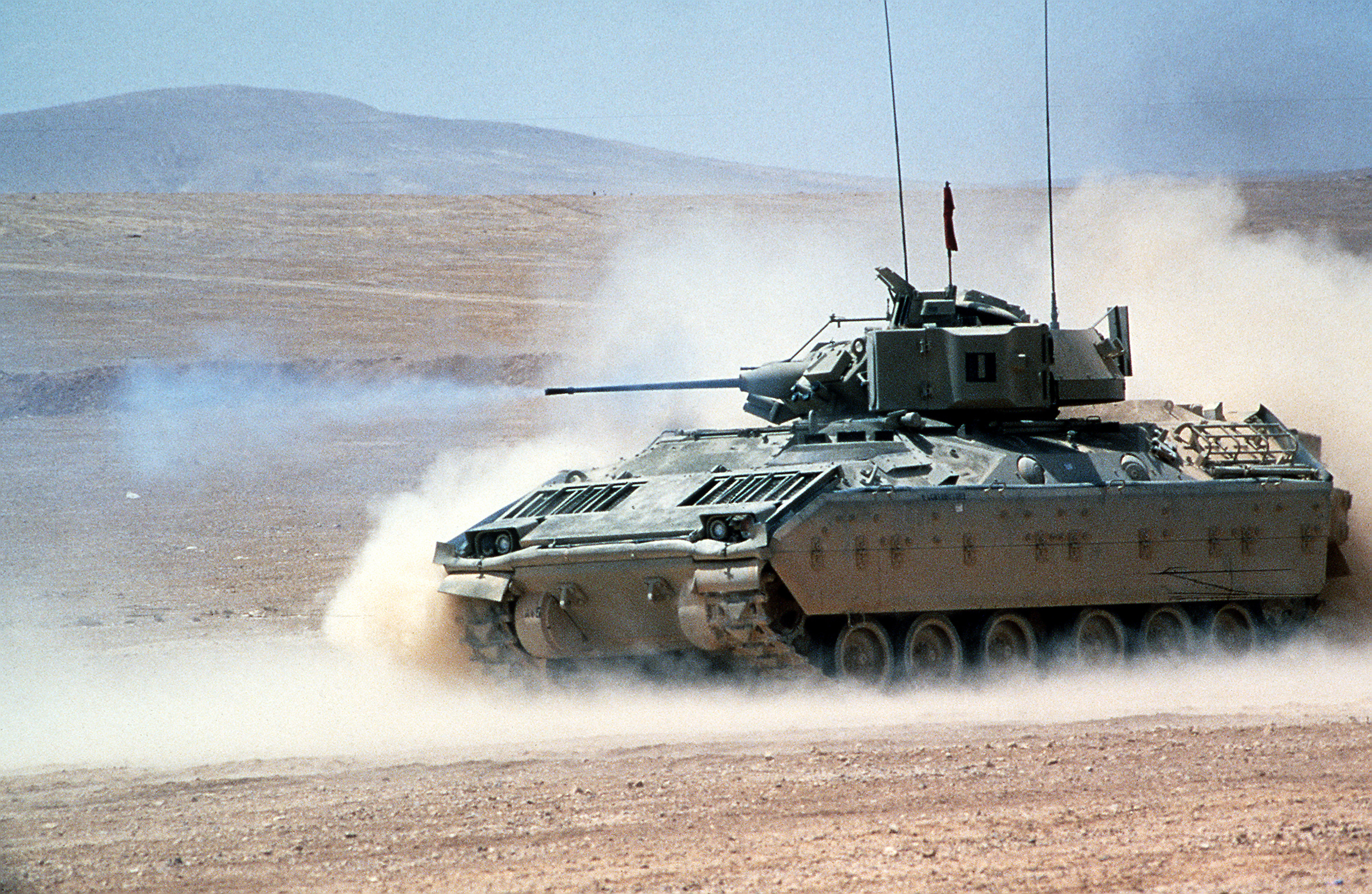
M2A1 Bradley веде вогонь з 25-мм гармати M242 Bushmaster під час маневрів у пустелі на навчаннях Bright Star '87. Січень 1987 р.

Основу комплексу озброєння БМП становить 25-мм автоматична гармата М242 із зовнішнім приводом автоматики та двострічковим живленням, що забезпечує швидкий перехід з одного типу боєприпасів на інший. Боєкомплект гармати складається з 900 снарядів, 300 з яких (зазвичай 225 осколково-фугасних і 75 бронебійних) споряджені та укладені в башті, а ще 600 знаходяться у боєукладці в корпусі БМП. Передбачено три штатні режими ведення вогню — одиночними пострілами або чергами з темпом стрільби 100 та 200 постр./хв. Максимальна технічна скорострільність гармати — 500 постр./хв.
Гарматний бронебійний підкаліберний снаряд пострілу М791 при масі 137 г має початкову швидкість 1335 м/с і на дистанції 1000 м пробиває гомогенну сталеву броню товщиною 66 мм, а на дальності 2500 м здатен пробити броню БМП-1. До боєкомплекту входить постріл М792 з осколково-фугасним трасуючим снарядом. Для тренувань використовується постріл М793 із практичним снарядом.
З гарматою спарений 7,62-мм кулемет М240С з боєкомплектом 2340 набоїв, з них 800 споряджені у стрічки й покладені в магазинні коробки башти, інші перебувають у корпусі.
Для боротьби з танками з лівого боку башти встановлена двозарядна ПУ ПТКР BGM-71 Tow, закрита броньованим кожухом. ПТКР має кумулятивну бойову частину калібром 127 мм, бронепробиття БЧ становить 630 мм (BGM-71С) або 900 мм (BGM-71D), швидкість польоту 278 м/с, дальність стрільби 65 - 3750 м. Наведення використовується напівавтоматичне, з передачею команд по двожильному кабелю. Після пуску ПТКР оператор повинен утримувати прицільну марку на цілі, тому пуск можна виконувати лише після зупинки. У похідному положенні вона притиснута до борту і прикрита спереду бронещитком, у бойовому підіймається електроприводом в горизонтальне положення. Кут вертикального наведення ПУ — від −20 до +30°. Перезаряджання ручне, здійснюється через верхній люк десантного відділення. Військовий боєкомплект — 7 ПТКР BGM-71 (2 на ПУ та 5 у укладанні десантного відділення).

### Оптика та сенсори

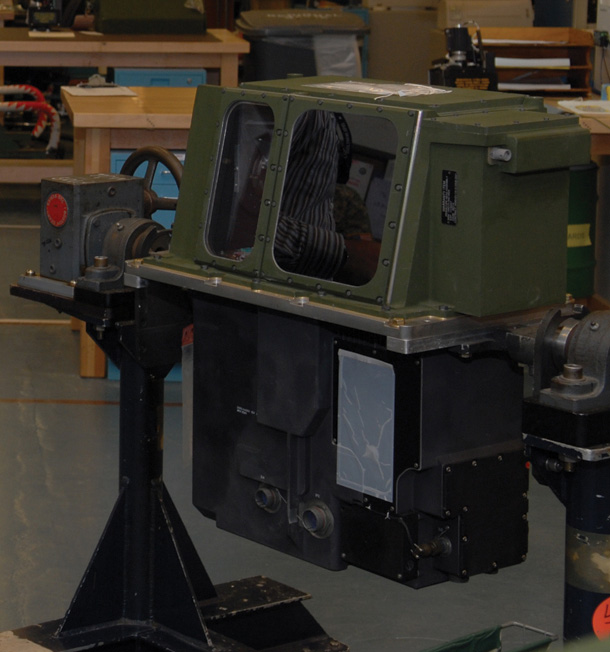
Інтегрований прицільний блок (ISU) у заводському цеху

Командиру машини доступні три перископи для спостереження за полем бою, які спрямовані вперед, вперед праворуч і вправо. Крім того, він може через інтерфейс користуватися оптикою навідника. Починаючи з версії A3, командир також має у своєму розпорядженні власний незалежний тепловізор. Навідник також має перископи, спрямовані вперед і в сторони. Його основна оптична система, що називається Integrated Sight Unit (ISU; укр. «Інтегрований прицільний блок»), має як денний канал, так і тепловізійний канал із 4× і 12× збільшенням. Для надзвичайних ситуацій командир і навідник мають запасну оптику з денним каналом і 5× збільшенням. На даху башти знаходиться металева конструкція, яка дозволяє командиру, якщо він перебуває «над люком», приблизно націлити зброю на ціль. Водій має чотири перископи, спрямовані вперед і вліво. Середній перископ може бути замінений підсилювачем залишкового світла. Починаючи з версії M2A2 ODS, механік-водій має тепловізор, що забезпечує чіткий огляд на відстані до 150 м. Піхотинці в бойовому відділу мають перископи, спрямовані назад і в сторони.

### Двигун і трансмісія
Силова установка Bradley складається з чотиритактного дизеля Cummins VTA-903T потужністю 500 к.с., змонтованого в єдиному блоці з гідромеханічною трансмісією НМРТ-500-3 (забезпечує три передачі вперед і одну – назад). Механізм повороту – диференціальний. Запас палива становить 662 л, запас ходу по шосе 480 км.
«Бредлі» відрізняється порівняно високою питомою потужністю (21,3 к.с./т для базового варіанта) та низьким питомим тиском (0,52 кг/кв. см), що в сукупності з великим ходом опорних котків забезпечують машині хороші динамічні якості, уможливлюючи тісну взаємодію з танками М1 «Абрамс». БМП здатна долати водні перешкоди водою зі швидкістю до 7,2 км/год за рахунок перемотування гусениць, але подальші оновлення броні призвели до збільшення маси машини і позбавили Bradley можливості «плавати».

### Ходова частина
Ходова частина M2 Bradley стосовно одного борту включає 6 алюмінієвих (з гумовими бандажами) спарених опорних котків і 3 підтримуючих ролика. Опорні котки мають індивідуальну двовальну підвіску торсіонну з торсіонами в опорних трубах. Додатково на першому, другому, третьому та шостому опорних котках встановлені гідравлічні амортизатори. Ведуче колесо – переднього розташування. Металева дрібноланкова гусениця має знімні гумові асфальтохідні накладки. Довжина опорної поверхні гусениці – 3,91 м. Механізм натягу – гідравлічний.

## Варіанти

### M2

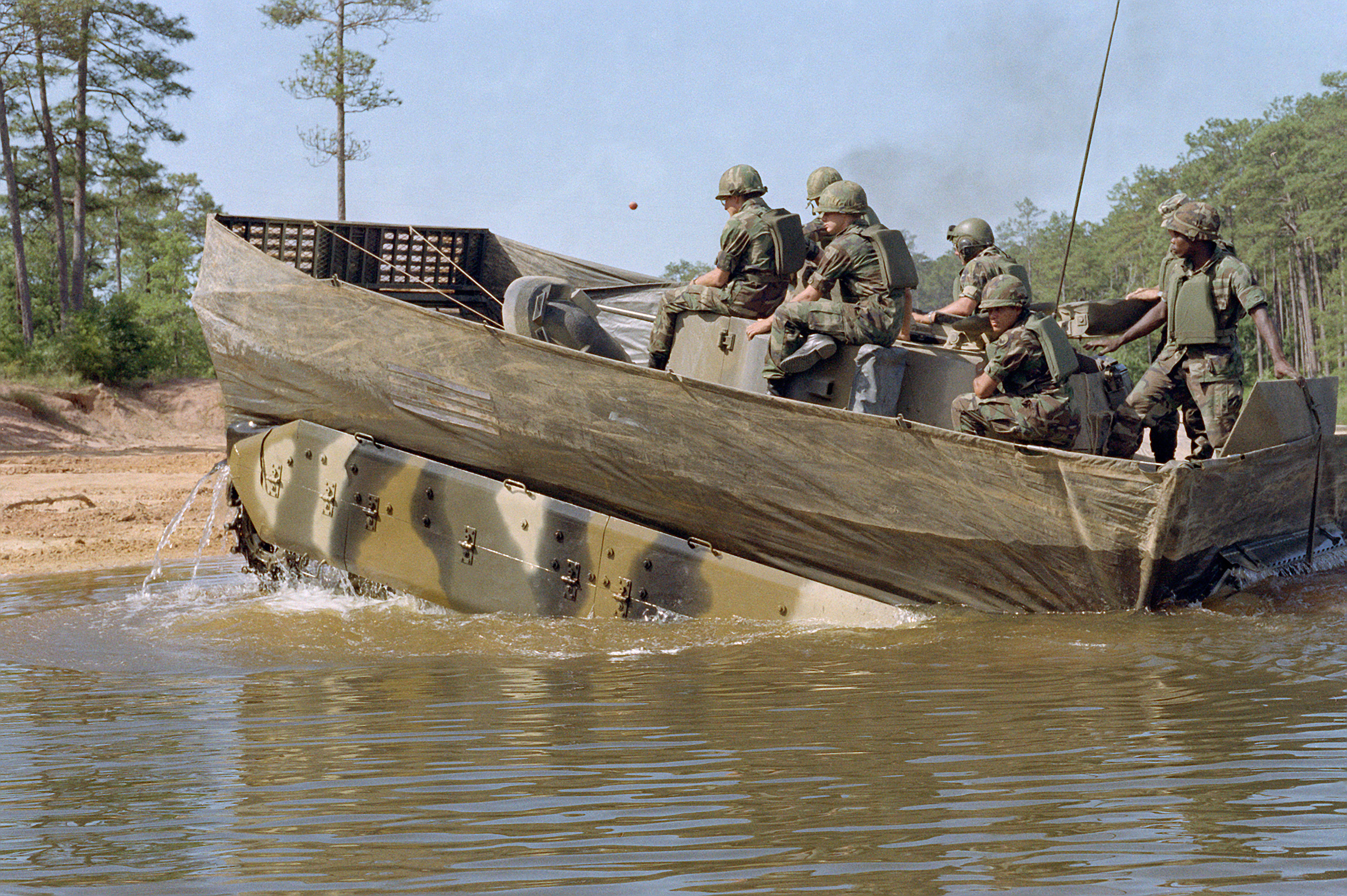
M2 Bradley в конфігурація для долання водних перешкод Форт Мур, червень 1983 р.

Базова модель БМП M2 Bradley. Була призначеною для перевезення команди з 10 осіб, яку вперше почали використовувати у 1981 році. Основні функції включали інтегровану систему прицілювання для гармати M242 калібру 25 мм та тепловізійну систему. M2 була «амфібійною» за допомогою «бар’єра для плавання» або «плавучого екрану» та транспортувалася літаками C-141 Starlifter і C-5 Galaxy. Усі машини M2 були модернізовані до покращених стандартів. Броня M2 забезпечує круговий захист проти бронебійно-запальних куль калібру 14,5 мм.

### M3
Бойова розвідувальна машина M3 Bradley зовні мало відрізняється від M2. Головні відмінності — заглушені кришками на клепки амбразури, відсутність оглядових блоків на правому борту і додаткові антени. Збільшено боєкомплект основного озброєння (до 1500 снарядів, 4300 набоїв, 10 ракет), прибрано протимінне посилення днища.
Для розвідки наземних цілей є виносна портативна радіолокаційна станція (РЛС) AN/PPS-15 (на тринозі) безперервного випромінювання з ЛЧМ. РЛС виявляє ціль розміром з людину на відстані до 1500 метрів, розміром з машину — до 3000 метрів. Для зовнішнього зв'язку встановлено дві радіостанції AN/VRC-12 та AN/PRC-77. Зміни торкнулися також і компонування десантного відділення — замість десанту там розміщено два спостерігачі, кулемет М60 та п'ять гвинтівок М16.

### M2A1
У 1986 році було представлено варіант A1, який включав покращену ракетну систему TOW II, Gas Particulate Filter Units (GPFU; укр. «Система фільтрації газоподібних часток») для захисту від ядерної, біологічної та хімічної зброї, а також систему пожежогасіння. Пусковий пристрій та пристрої заряджання ПТРК були змінені для використання ПТКР BGM-71D TOW II. Діаметр бойової частини модернізованих ПТКР збільшений до 152 мм, бронепробиття зросло до 900 мм, що дозволило вражати танки Т-72 з динамічним захистом.
У 1992 році M2A1 почали переобладнувати за покращеними стандартами. Система GPFU була підключена лише до командира машини, водія та навідника, тоді як піхотний підрозділ мав використовувати свої власні костюми захисту. За центром башти було додано сьомого піхотинця.

### M2A2

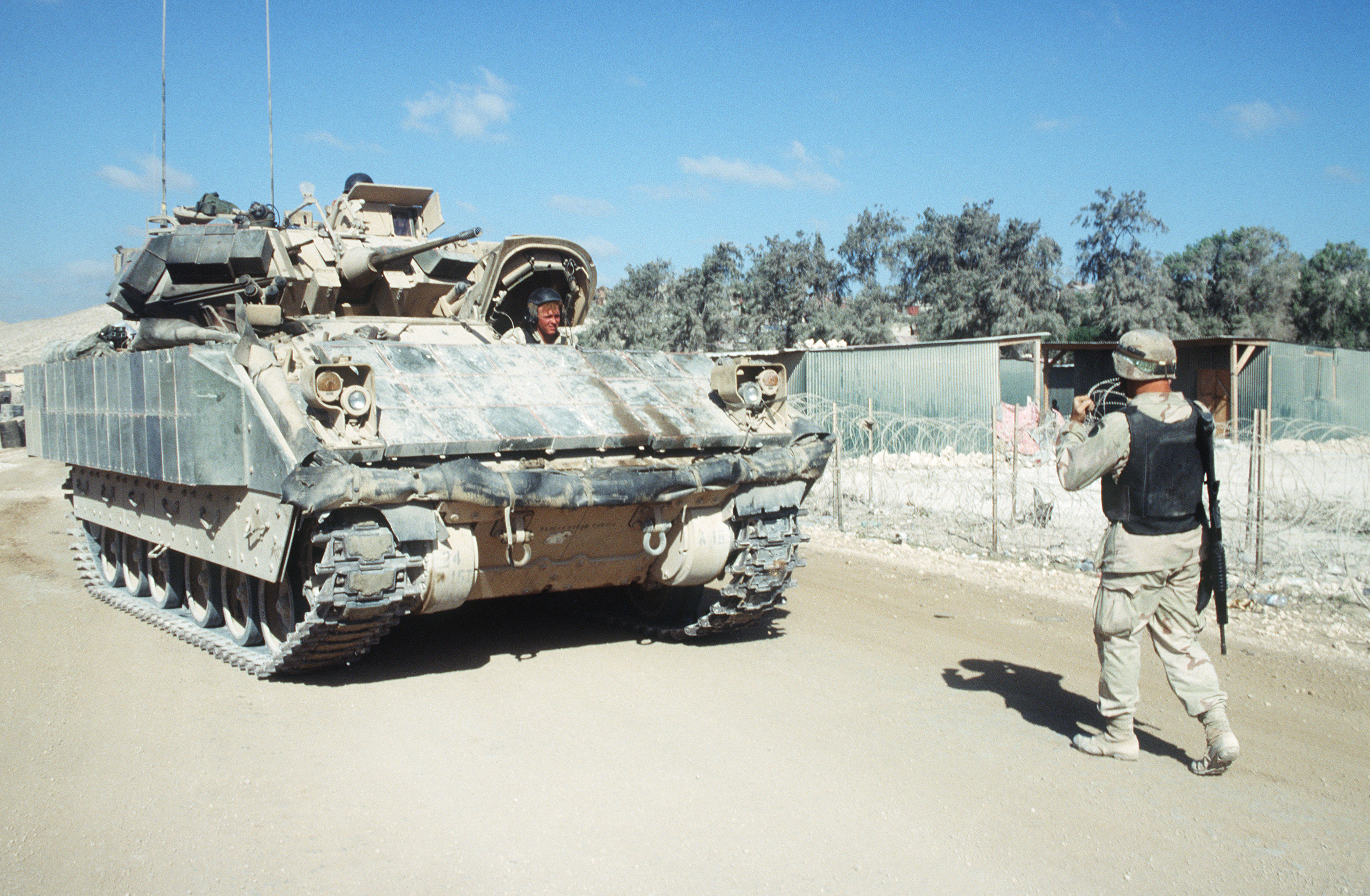
M2A2 армії США, оснащений динамічним захистом, відправлений у Сомалі для забезпечення безпеки ММООНСОМ II, 1994 рік.

У 1988 році була представлена версія A2, яка отримала вдосконалений 600-сильний (447 кВт) двигун з гідромеханічною трансмісією HMPT-500-3. Броня була покращена, як пасивна, так і з можливістю встановлення динамічного захисту. Нова броня захищає Bradley від 30-мм бронебійно-підкаліберних снарядів і РПГ або подібної протитанкової зброї. Оновлення броні позбавило можливості Bradley плавати та закрило бійниці по бортам. На задню частину корпусу була встановлена багатошарова броня. Багатошарові захисні панелі для гусениць захищали нижню частину корпусу.
До задньої частини башти було прикріплено напівкруглий щит, який збільшував простір для зберігання та виконував роль додаткового захисту. У критичних місцях були додані протиосколкові підкладки з кевлару. Кількість місць для перевезення десанту зменшилась до шести, при цьому було видалено перископне місце за водієм. Після випробувань із бойовою стрільбою схема сидінь та зберігання була переглянута. Ці вдосконалення збільшили загальну масу машини до 30 520 кг. M2A2 була кваліфікована для транспортування літаком C-17 Globemaster III. Усі M2A2 були згодом модернізовані до стандарту M2A2 ODS або M2A3.

#### M2A2 ODS/ODS-E
Версія «Operation Desert Storm» (ODS; укр. «Операція Буря в пустелі») та «Operation Desert Storm-Engineer» (ODS-E; укр. «Операція Буря в пустелі — інженерна») базувалися на досвіді, отриманому під час першої війни в Перській затоці в 1991 році. Основні покращення включали лазерний далекомір безпечний для очей, навігаційну систему Tactical Navigation System (TACNAV; укр. «Тактична навігаційна система»), що містить легкий GPS-приймач та цифрову компасну систему, ІЧ-систему пасивного захисту, розроблену для знешкодження першого покоління дротових керованих ракет, а також інформаційну систему командування на полі бою Force XXI Battle Command Brigade and Below (FBCB2).
Внутрішнє місце для зберігання було додатково вдосконалено, а для водія додали тепловізійну систему. Кількість місць для піхотного відділення знову була збільшена до семи осіб: шість бійців сиділи один навпроти одного на двох лавках для трьох осіб у пасажирському відділенні, а сьомий займав місце за баштою. До машини додали нагрівач для «Meal, Ready-to-Eat» (MRE; укр. «Їжа, готова до вживання» — ІРХ), щоб допомогти в приготуванні їжі. Після зняття з озброєння ракети Dragon у машини з'явилася можливість перевозити протитанкові ракети Javelin.

#### M2A2 ODS-SA
Версія «Operation Desert Storm-Situational Awareness» (ODS-SA; укр. «Операція Буря в пустелі — Ситуаційна обізнаність») була представлена у 2003 році. За даними компанії-виробника BAE Systems, версія ODS-SA майже тотожна M2A3 і має більшість її вдосконалень. Вони стосуються глибокої «цифровізації» управління машиною та вогнем і можливостями інтеграції в єдину інформаційну мережу бронетанкової групи. Машина має вдосконалений захист даху із використанням титану.
Вага M2A2 ODS-SA – 34 250 кг. Машина приводиться в рух 600-сильним двигуном. Може розвивати швидкість до 61 км/год. БМП здатна проходити траншеї шириною до 2,5 м і долати перешкоди висотою до 0,9 м.
Відрізнити M2A2 ODS-SA від старіших версій можна за камерою водія у передній частині корпусу БМП.

### M2A3

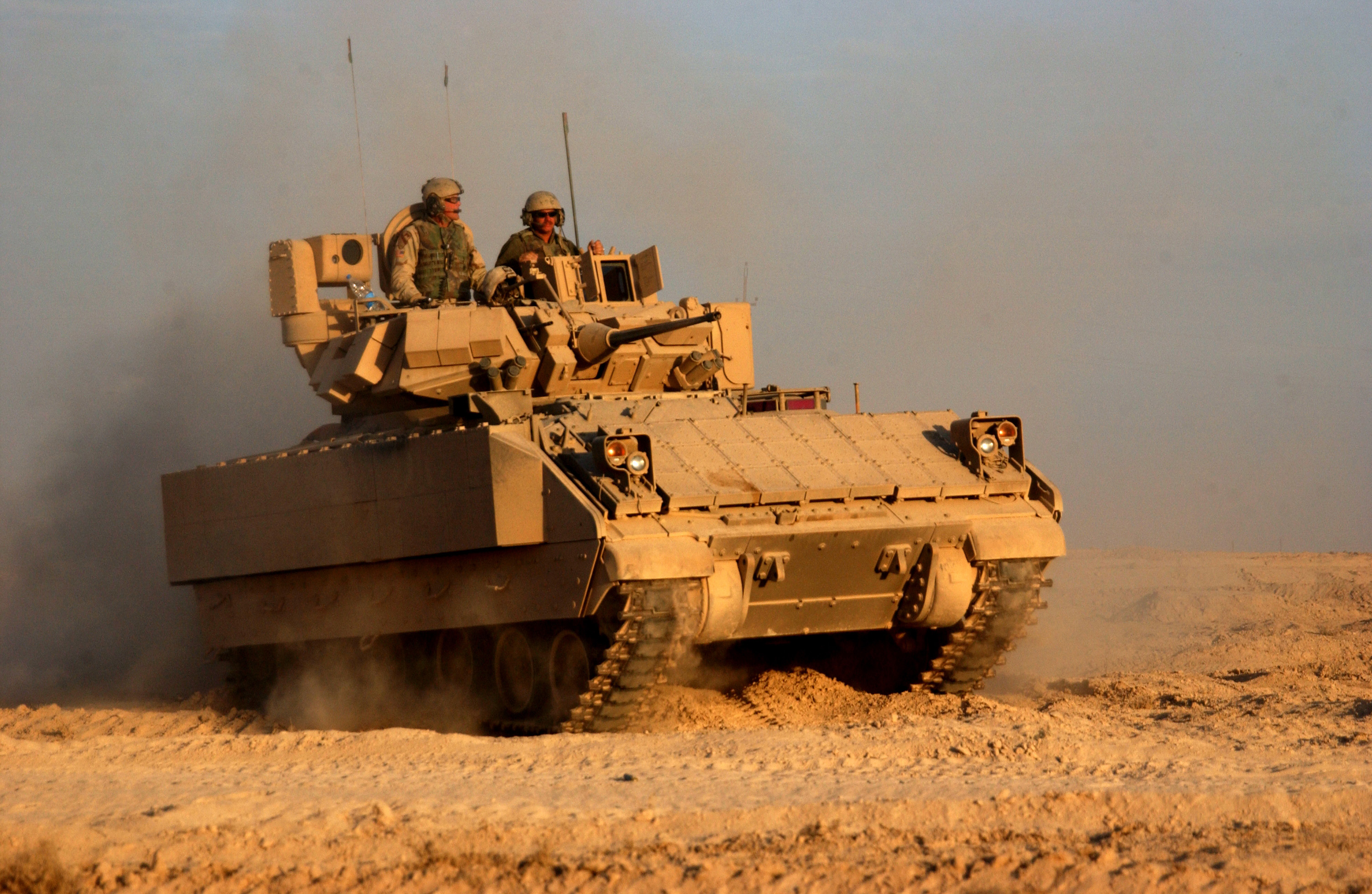
M2A3 Bradley діє поблизу Фаллуджі, Ірак. Листопад 2004 року. Головною розпізнавальною особливістю M2A3 є незалежна система огляду командира (CIV) у правій задній частині башти.

Модифікація 2000 року — «повністю цифрова БМП»: всі підсистеми, включно з автоматичним пожежогасінням та захистом від ЗМУ, були замінені на цифрові й суттєво покращені. Наприклад, Improved Bradley Acquisition Subsystem (IBAS; укр. «Покращена підсистема збору даних Bradley») — система виявлення та цілевказання, Commander’s Independent Viewer (CIV; укр. «Незалежна система огляду командира») — телевізійна система огляду та цілевказання командира, яка працює незалежно від напрямку прицілювання і стрільби навідника; обидві включають тепловізори другого покоління та електронно-оптичні телесистеми. IBAS додатково має прямий оптичний канал та безпечний для очей лазерний далекомір. Програмне забезпечення системи управління вогнем (FCSW; англ. «Fire control software»), подібне до системи танка M1A2 Abrams, враховує дані далекомірів, погодні умови, тип боєприпасу й керує наведенням зброї з урахуванням руху БМП та цілі, що дозволяє вражати ціль з першого пострілу/черги без попередньої пристрілки. FCSW включає тепловізор із автоматичним супроводженням двох цілей у полі зору, що дозволяє переключатися між ними та стріляти одразу двома ракетами TOW. Також система автоматично розгортає башту в напрямку цілі, вказаної/обраної командиром за допомогою системи CIV. Навігаційна система об'єднує підсистеми GPS, інерційну навігацію та датчики руху, що забезпечує вищу точність і дозволяє швидше та точніше передавати дані про виявлені цілі через FBCB2. Тактичний дисплей командира показує інформацію, отриману через FBCB2 і дані навігації на рухомій карті, а також дозволяє командиру надсилати текстові повідомлення через FBCB2 та бачити дані системи самодіагностики. В десантному відділенні встановлено дисплей біля місця командира відділення, який відображає дані навігації, FBCB2, IBAS, CIV та засобів огляду водія, що дозволяє командиру відділення краще орієнтуватися перед висадкою. FCSW також обмінюється інформацією з M1A2 Abrams та AH-64D Apache Longbow.
Було посилено протиосколковий захист горизонтальних проекцій, зокрема встановлено титановий бронелист на даху башти. На корпусі машини встановлено вузли для кріплення додаткового захисту від кумулятивних боєприпасів. Компанія BAE Systems розробила комплект навісної динамічної броні BUSK (Bradley Urban Survivability Kit) для підвищення виживаності машини в умовах міського бою. БМП Bradley M2A3, оснащена таким комплектом динамічної броні, отримала позначення M2A3 BUSK.
Встановлено новий V8-двигун Cummins V903 потужністю 600 к.с.

### M2A4

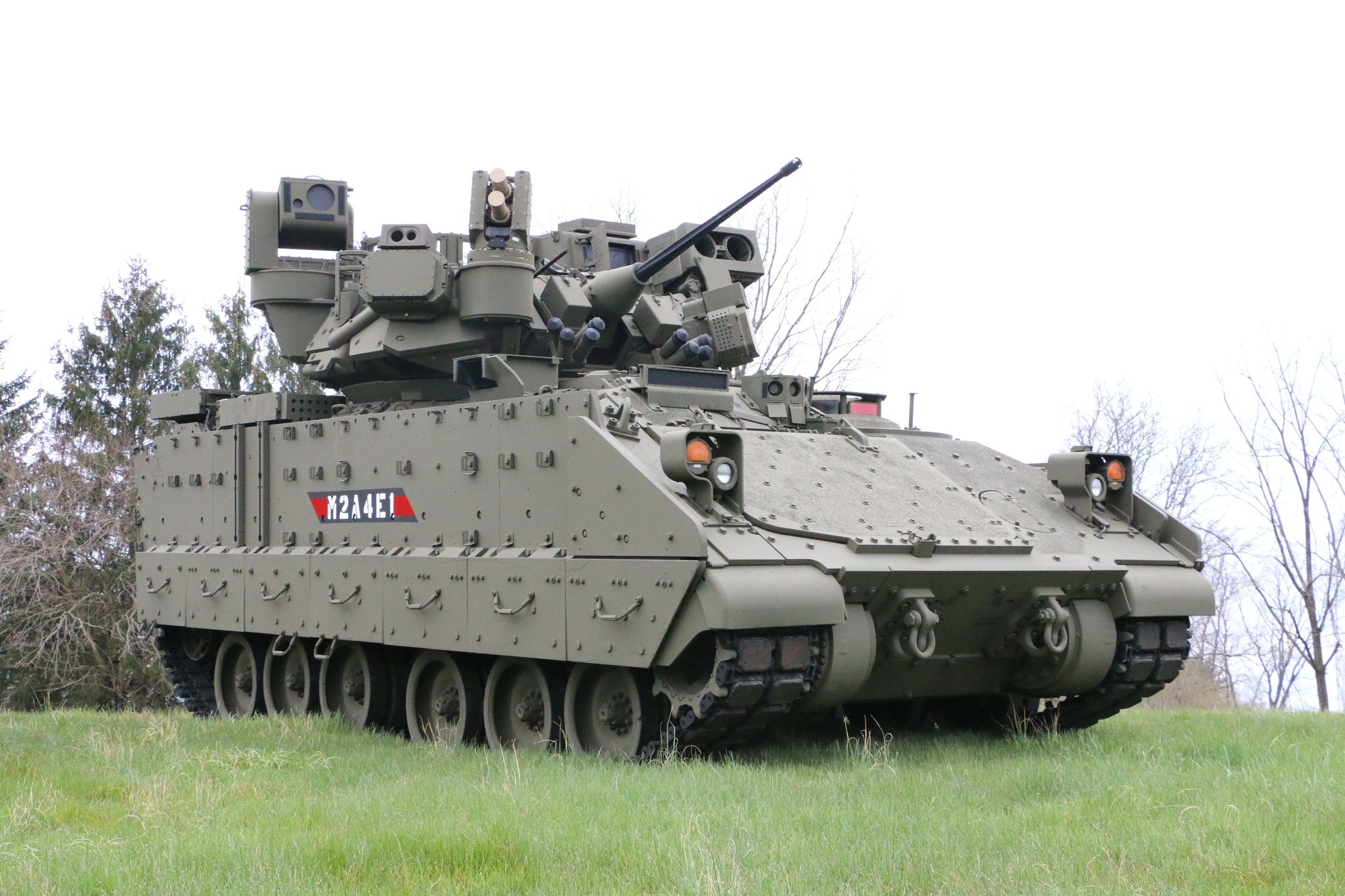
M2A4E1 з системою активного захисту «Iron Fist»

Модернізована «Bradley» розроблена компанією BAE Systems у межах контракту з армією США. Відрізняється форсованим 8-циліндровим дизельним двигуном Cummins VTA903E-T675 потужністю в 675 сил (замість 600 в M2A3). З ним працює автоматична трансмісія HMPT-800-3ECB. Це дозволяє зберегти динаміку «Bradley» на колишньому рівні навіть після встановлення нових систем, наприклад, ізраїльського комплексу активного захисту (КАЗ) Iron Fist Light Decoupled.
Також була посилена підвіска, яка з минулими модифікаціями втрачала енергомісткість, що приводило до зменшення кліренсу, та підвищувало пошкодження від вибухових пристроїв.
У M2A4 використані полегшені гусениці та амортизатори з довшим ходом, які працюють разом з посиленими торсіонами. Це дозволило збільшити дорожній просвіт з 380 до 510 міліметрів.
Нова БМП також отримала цифрову систему Force XXI Battle Command Brigade and Below (FBCB2), яка покликана підвищити ситуаційну обізнаність на полі бою. Система в реальному часі збирає інформацію про цілі, даючи повну картину на дисплеї командира і механіка-водія машини. Крім того, БМП можуть обмінюватися даними за захищеними каналами.
Озброєння машини залишили на колишньому рівні, але системи управління модернізували. Так, машина отримала покращену систему керуванням вогнем з новим балістичним обчислювачем.
Це дозволяє «Bradley» в автоматичному режимі відстежувати дві цілі, і забезпечувати коригування гармати.
В іншому характеристики БМП відповідають попереднику. Основною зброєю залишається 25-мм автоматична гармата M242 Bushmaster, спарена з 7,62-мм кулеметом. Для боротьби з бронетехнікою служить протитанковий ракетний комплекс TOW 2.
Восени 2020 року перші зразки надійшли в підрозділи 3-го кавалерійського полку 1-ї кавалерійської дивізії, яка розташована на базі Форт-Худ у Техасі.
Тестовий зразок M2A4 показали з комплектом динамічного захисту BUSK (Bradley Urban Survivability Kit), покликаної підвищити захист машини в міському бою.
У квітні 2024 року Армія США представила M2A4E1 Bradley з інтегрованою системою активного захисту Iron Fist.

### Інші машини на базі Bradley

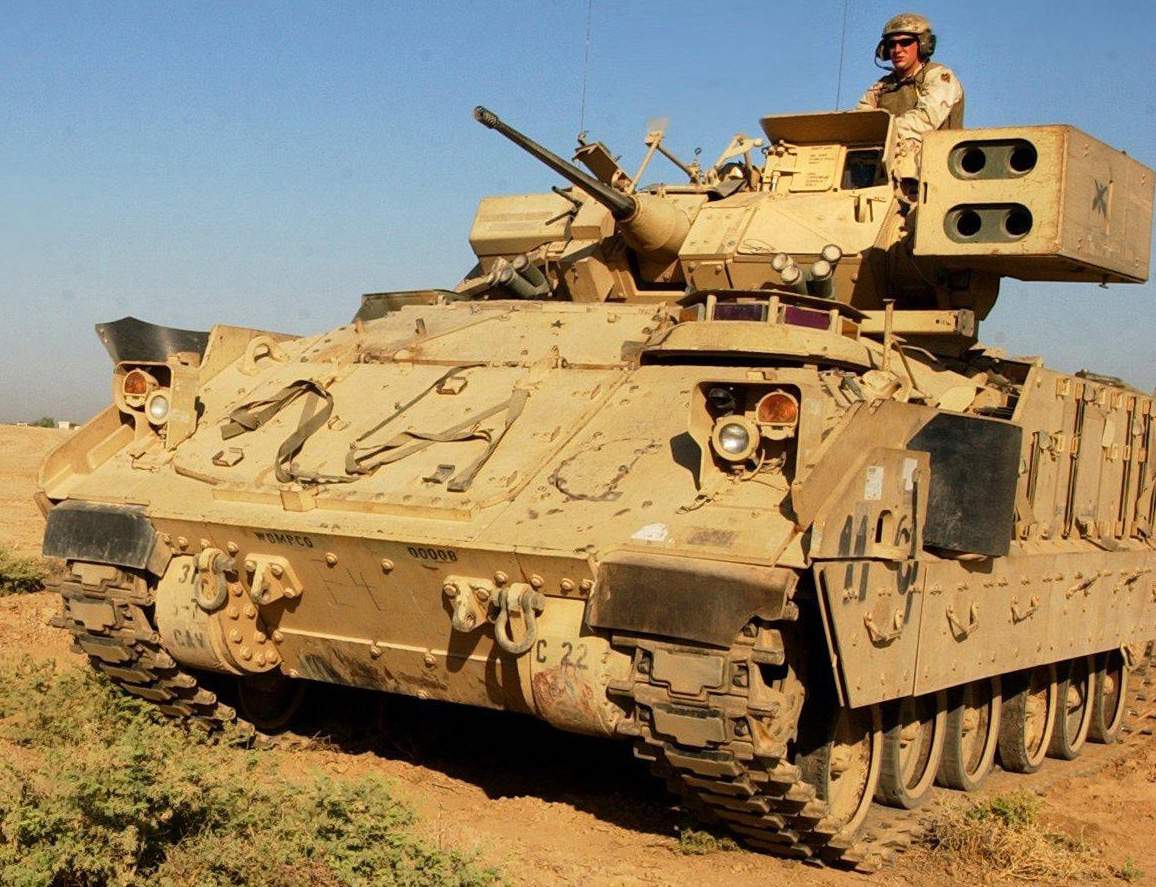
M6 Linebacker, Ірак, 2005 р.

Платформу Bradley було широко модифіковано. Її шасі є основою для системи залпового вогню M270, командного пункту M4 C2V та самохідної ЗРК M6 Bradley Linebacker. ЗРК озброєна чотирьохзарядною пусковою установкою зенітних ракет Stinger замість протитанкових ракет TOW, але з 25-мм автоматичною гарматою, машина M6 Bradley Linebacker (яка більше не перебуває на службі) виконувала унікальну роль в Армії США, забезпечуючи високомобільну протиповітряну оборону на передовій.
Система підвіски Bradley використовувалася також у модернізованих версіях штурмової амфібійної машини AAV-P7 Корпусу морської піхоти США.

### Заміна
Армія США вважає, що модернізаційний потенціал «Бредлі» близький до вичерпання, тому проводяться випробування майбутньої заміни, яка отримала назву XM30 MICV. В фіналі програми беруть участь Rheinmetall з варіантом Lynx та General Dynamics Land Systems з Griffin III. Вибір переможця має статись 2027 року, а 2029 має відбутись запуск машини в серію.

## Бойове застосування

### Війна в Перській затоці

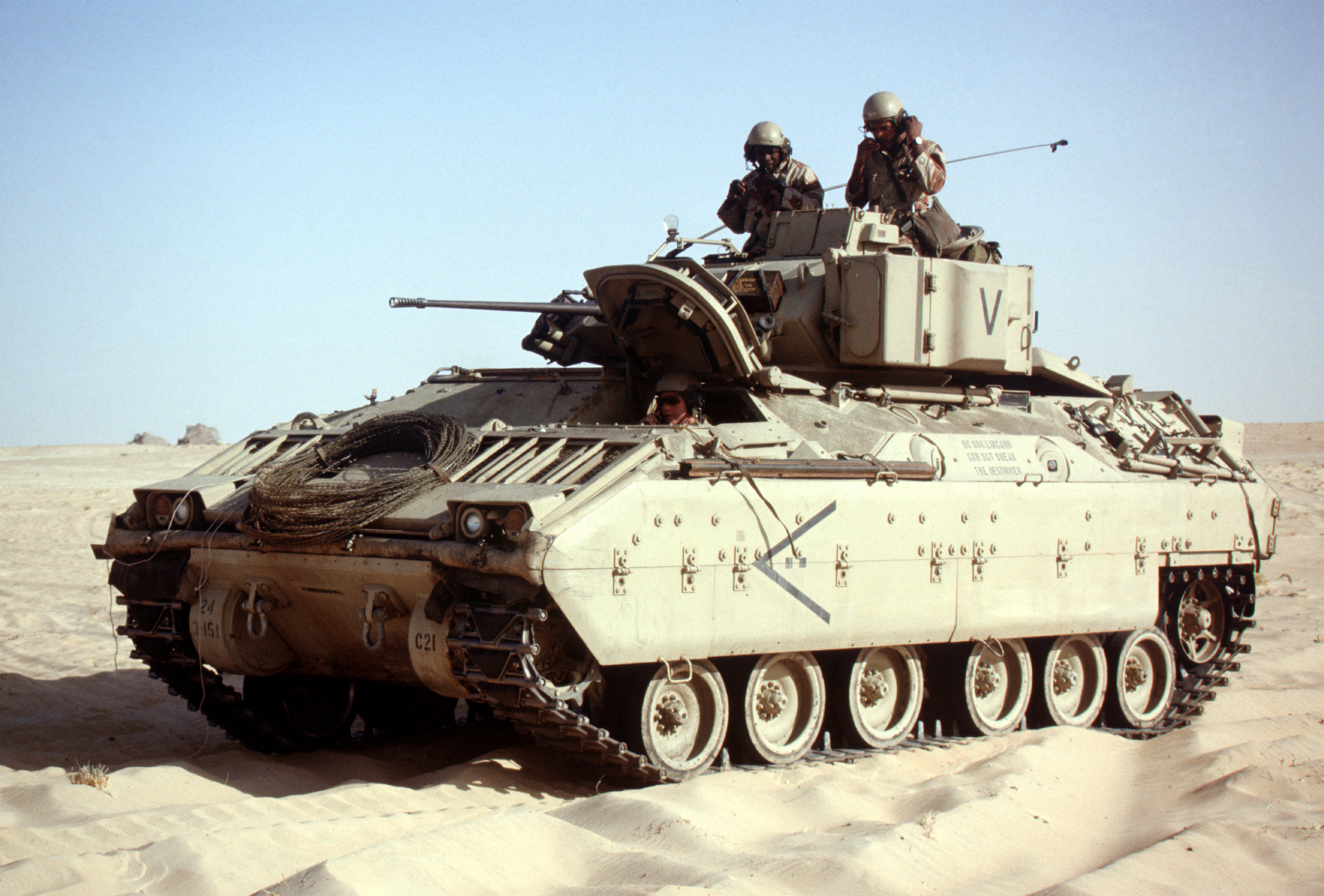
M2A1 Bradley в Саудівській Аравії під час операції «Щит пустелі», січень 1991 року.
Нанесені на борт корпусу та башти тактичні знаки було неможливо роздивитись в приціл на великій відстані, тому вони виявились неефективним засобом проти дружнього вогню.

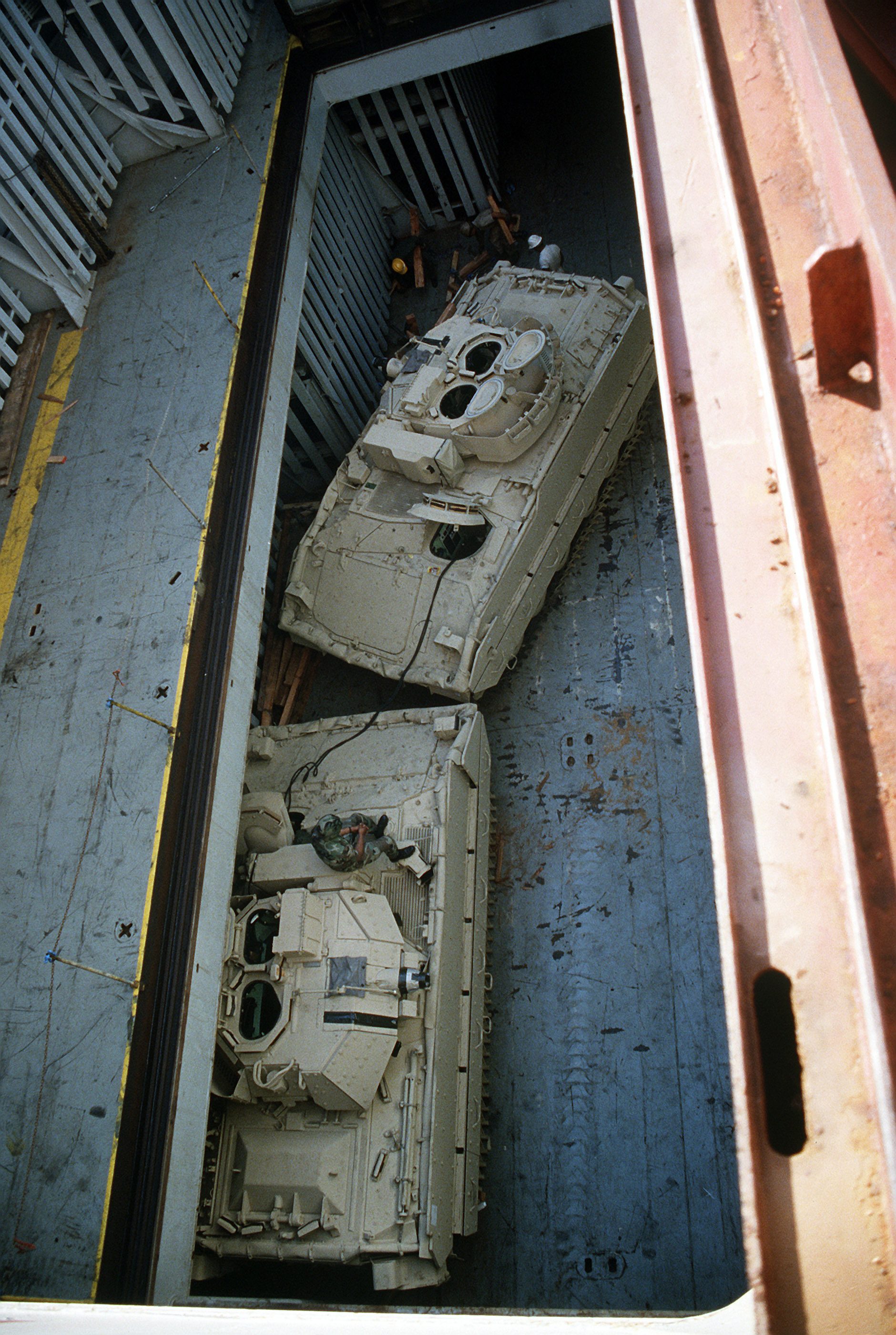
Пара M2A2 Bradley за мить перед розвантаженням з вантажного корабля

Американські M2 Bradley отримали бойове хрещення в операції «Буря в пустелі» — бойових діях проти іракських військ у ході війни з визволення Кувейту.
Ця війна також стала першим випадком застосування M2 Bradley проти свого радянського «відповідника» — бойових машин піхоти БМП-1 та придбаних Іраком в 1986 році БМП-2.
Попри те, що Іракська армія мала доволі свіжий бойовий досвід Ірано-іракської війни, основну масу складали призвані з бідних регіонів молоді люди, подекуди навіть без базової освіти. В завершальні роки війни Ірак вів бойові дії в обороні, коли бойові машини встановлювали у викопані бруствери і вони служили як стаціонарні вогневі точки.
Інтенсивне застосування, недбале ставлення до матеріальної частини, відсутність ініціативи серед військового керівництва спричинене регулярними чистками й придушене авторитарним режимом Саддама Хусейна призвели в підсумку до того, що американські військові мали кращу підготовку, мотивацію, та справну техніку.
Попри відсутність бойового досвіду, американські військові мали чудову підготовку завдяки участі в регулярних військових змаганнях, щорічних навчаннях REFORGER у Європі та у Сполучених Штатах, в тому числі — в пустелі Мохаве в тренувальному центрі Форт Ірвін.
Згідно з даними урядового звіту, всього в цьому театрі бойових дій станом на лютий 1991 року перебувало 2200 бойових машин піхоти Bradley, із них 1730 — у зоні бойових дій, а 470 — у резерві (для порівняння, танків M1 Abrams перебувало 3113, із них 2024 — у зоні бойових дій, а 1089 — у резерві).
Попри в цілому позитивні відгуки військових, бойове застосування, а надто — в умовах пустелі, виявило й певні недоліки. Зокрема, тилові служби мали проблеми з постачанням запасних частин. Проте, й механіки, й екіпажі, відзначали високу надійність Bradley, яка була вища у версії A2 (загалом, понад 95 % машин були готові до виконання бойових завдань). Також екіпажі відзначали відчуття захищеності, яке давало їм додаткове бронювання та інші зміни у версії M2A2.
Виявлені несправності, зазвичай, створювали незручності (наприклад, ненадійність або ж нерівномірність роботи системи обігріву внутрішнього простору) не становили завад для бойової роботи, а якщо становили, то їх вдавалось швидко усунути.
Оскільки дальність виявлення цілей перевершувала дальність їхнього розпізнавання, то траплялись непоодинокі випадки дружнього вогню — він став головною причиною втрати бронетехніки: із 9 знищених «Abrams» 7 були підбиті дружнім вогнем, із 28 знищених або пошкоджених «Bradley», 20 були уражені дружнім вогнем (17 знищені, 3 пошкоджені). Також ефективна дальність основного озброєння перевершувала ефективну дальність роботи прицілу.
Аби уникнути «дружнього вогню», військовим на Bradley та Abrams доводилось подекуди «пропускати» ясно виявлені, але чітко не ідентифіковані цілі.
Військові схвально оцінили ефективність 25-мм гармати, були повідомлення навіть про успішне ураження іракських танків з неї. ПТРК TOW також оцінили схвально, проте на їх адресу були й критичні відгуки: для перезаряджання один номер розрахунку мусить покинути захищений простір бронемашини й підставити себе під небезпеку ворожих куль та уламків снарядів. Також машина мусить залишатись нерухомою для наведення ракети цього ПТРК. При стрільбі на максимальну відстань — до 3750 м, ракета летить близько 20 с протягом яких машина має залишатись на місці.
Серед висловлених побажань для майбутнього вдосконалення було, зокрема, встановлення лазерного далекоміра, тепловізійного приладу для механіка-водія замість електронно-оптичного, швидший задній хід (хоча б на рівні танків Abrams), ПТРК, що діяв би за принципом «вистрелив-забув», тощо.

### Війна в Іраку
Під час війни в Іраку Bradley виявився вразливим до атак із застосуванням саморобних вибухових пристроїв та протитанкових гранатометів, однак втрати серед екіпажу були незначними, і вони змогли врятуватися. У 2006 році загальні втрати склали 55 знищених Bradley та близько 700 пошкоджених. До кінця війни було знищено приблизно 150 Bradley.

### Громадянська війна в Сирії
У вересні 2020 року певна кількість M2A2 Bradley була перекинута для підсилення американського контингенту в рамках операції «Непохитна рішучість» (CJTF-OIR) на сході Сирії. Таке рішення ухвалили після інциденту, що стався 26 серпня, коли російські бронетранспортери пішли на таран з американськими бронеавтомобілями.
Підсилення американського контингенту бойовими машинами піхоти допомогло «стабілізувати» та «розрядити» обстановку.
Серед іншого, завдяки їм вдалось відбити напад бойовиків ІДІЛ на в'язницю у місті Хасака в січні 2022 року.
В лютому 2022 року американський військово-транспортний літак C-17 Globemaster доставив до північно-східної Сирії додаткові M2A3 Bradley для підсилення тамтешнього військового контингенту.

### Російське вторгнення в Україну
З 2023 року машини постачаються в Україну в рамках МТД. Застосування в бою українськими підрозділами (зокрема, 47 ОМБР «Маґура») під час контрнаступу на Півдні України показало значно кращий захист машини порівняно з радянськими БМП-1, особливо протимінний. Також бійці відзначали високу ремонтопридатність.
Восени 2023 року «Бредлі» 47-ї бригади розпочали участь у битві за Авдіївку. На відміну від щільно замінованого південного напрямку, маневрові бої на Донеччині розкрили потенціал машини. Броня та вогнева потужність машини мають перевагу над російською технікою та дозволяють боротись навіть із російськими танками.
12 грудня 2023 року в районі Степового під Авдіївкою одна БМП «Бредлі» M2A2-ODS за 30 секунд підбила 3 МТ-ЛБ ЗС РФ, 2 з них потім вибухнули.
11 січня 2024 року також в районі Степового під Авдіївкою два БМП «Бредлі» M2A2-ODS (діючи по черзі), за підтримки ударного БПЛА у прямому бойовому зіткненні вивели з ладу російський танк Т-90М «Прорив», хоча з точки зору номінальних характеристик озброєння у російського танка була велика перевага по броні та вогневій міці, шляхом знищення приладів спостереження фугасними снарядами та пошкодження двигуна, екіпаж залишив знерухомлений танк на полі бою, який пізніше був знищений FPV-дроном, а механік-водій російського танка був узятий у полон.
17 січня у районі Степового одна «Бредлі» знищила 3 російські БМП-1/2.
2 травня 2024 року БМП «Бредлі» 47-ї ОМБР знищив російський МТ-ЛБ, обладнаний додатковою бронею і захистом від дронів. 1 червня БМП «Бредлі» 47-ї бригади зупинив наступ двох російських БТР-82, завдавши їм пошкоджень. 8 червня російському БТР-82 з десантом на даху вдалося перетнути нейтральну смугу, йому назустріч виїхав БМП «Бредлі» і почав обстрілювати зі своєї 25-мм автоматичної гармати, БТР-82 відкрив вогонь у відповідь, і в результаті зустрічного бою «Бредлі» не отримав суттєвих пошкоджень, тоді як російський БТР-82 був пошкоджений, звалився в кювет, втрачаючи дорогою мертвих і поранених солдатів, і почав димитися.
8 травня 2024 року БМП «Бредлі» вночі протитанковою ракетою TOW-2B на відстані понад 1,5 км знищила танк Т-80 ЗС РФ під селом Новопокровське, що стало одним із найдальших знищень танка в прямому бойовому зіткненні.
26 червня 2024 року навідник БМП M2 Bradley 47-ї окремої механізованої бригади на Покровському напрямку збив ворожий FPV-дрон з автоматичної 25-мм гармати M242 Bushmaster.
Також відомо про застосування БМП M2A2-ODS Bradley та танків M1 Abrams 47-ю ОМБР під час курської операції 2024 року.
28 жовтня 2024 року пресслужба 47 ОМБР «Маґура» опублікувала відео застосування БМП M2A2-ODS Bradley та танків M1 Abrams у Курській області. Завдяки злагодженим діям «Бредлі» та «Абрамсів» були захоплені позиції росіян у Курській області. Позиції росіян були обстріляні з основного озброєння БМП, яке складається з 25-мм автоматичної гармати та 120-мм гармат танків Abrams. Крім цього, для знищення російського укриття була випущена протитанкова ракета TOW-2, яка успішно вразила ціль.
30 жовтня на Покровському напрямку воїни 425-го окремого штурмового батальйону «Скала» за підтримки БМП M2 Bradley провели штурм та захопили ворожі позиції. Під час виконання бойового завдання по Bradley прилетів ворожий FPV-дрон, однак бойову машину врятував антидроновий «мангал», у якому застряг ворожий дрон. Потім у фронтальну проєкцію БМП влучила ракета з ПТРК, однак бойова машина витримала й продовжила рух.
Станом на 26 липня 2025 року редактори Oryx Blog знайшли фото чи відео підтвердження безповоротної втрати Україною 106 БМП M2A2-ODS Bradley: 94 знищено та 12 захоплено російськими військовими. Ще 48 машин було покинуто українськими військовими (поточний стан покинутих машин невідомий).

## Оператори
- Ліван: 32 M2А2 Bradley на озброєнні, станом на 2025 рік[46][47].
- Саудівська Аравія: 380 M2А2 Bradley на озброєнні, станом на 2025 рік[48][49].
- США: близько 2000 M2A2/A3, 285 M2A4, 300 M7A3/SA BFIST та 35 M7A4 BFIST на озброєнні, а також близько 2000 одиниць M2 на зберіганні, станом на 2025 рік[50][49].
- Україна: близько 220 одиниць M2А2 ODS-SA Bradley/M7SA BFIST на озброєнні, станом на 2025 рік[51]. Отримано 300+ одиниць M2А2 ODS-SA Bradley та 4 M7SA BFIST від США[52][31]. Станом на жовтень 2024 бойові втрати складають 58 одиниць модифікації M2 Bradley A2 ODS-SA[53].
  - 47-ма окрема механізована бригада «Маґура»[31].
  - 100-та окрема механізована бригада[54]
  - 425-й окремий штурмовий полк «Скала»[55]
- Хорватія: 44 одиниці M2A2 ODS з 89 запланованих доставлено, станом на жовтень 2024 року.

### Греція
В березні 2023 року стало відомо, що Греція отримає від США 300 БМП M2A2 ODS-SA Bradley. Передача Бредлі планується для заміни застарілого парку БМП-1 та M113. Вашингтон просив передати більше техніки для України, Афіни передали запит на обладнання, яке хотіли отримати, в ньому були БМП Bradley.
15 липня 2024 року Греція повідомила, що відмовляється від партії з 62 американських бойових машин Bradley через їх технічний стан. Міністр оборони зазначив, що за підрахунками відомства, вартість ремонтних робіт однієї машини сягає 8 мільйонів євро за одну бойову машину піхоти. Ця сума рівнозначна виготовленню нової сучасної БМП
.

### Україна

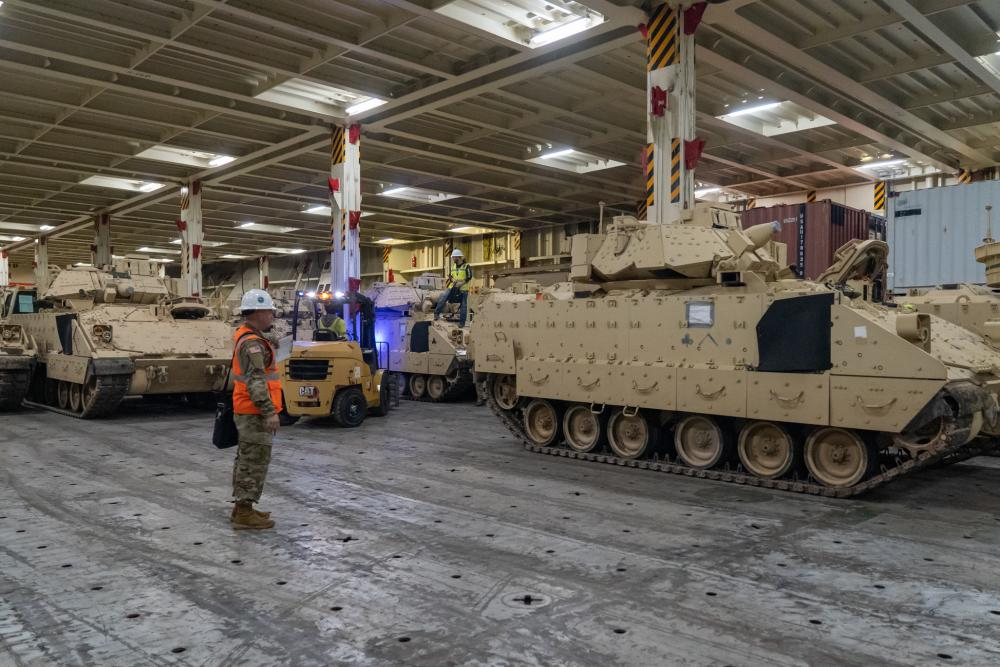
M2А2 Bradley відправляються в Україну, січень 2023 року

В грудні 2022 року з'явилася інформація про розгляд урядом США питання постачання Україні БМП M2 Bradley в черговому пакеті МТД для відбиття російського вторгнення. Через тиждень після цих повідомлень президент США Джо Байден підтвердив цю інформацію. 5 січня 2023 року в медіа з'явилася інформація про намір передати Україні 50 одиниць БМП M2 Bradley. Наступного дня Міністерство оборони США підтвердило ці плани, також буде передано 500 ракет до ПТРК BGM-71 TOW та 250 тисяч снарядів калібру 25 мм. Пентагон має намір передати Україні БМП у версії M2A2 ODS, які були створені після отриманого досвіду під час операції «Буря в пустелі». 19 січня 2023 стало відомо про намір передати додаткові 59 БМП, таким чином парку M2 Bradley ЗСУ зростає до 109 од.
30 січня 2023 року Міністерство оборони США опублікувало фотографії перших 60 БМП, які мають надійти ЗСУ. Аналіз фотографій засвідчив, що Україна отримає машини версії M2 ODS-SA, яка має низку вдосконалень, що наближають її до рівня M2A3.
До складу пакету військової допомоги, оголошеного Президентом США під час візиту до Києва 20 лютого 2023 року увійшли, серед іншого, 4 машини вогневої підтримки M7 B-FiST.
13 червня 2023 року анонсовано новий пакет, який передбачає постачання ще 15 машин. 26 червня 2023 року анонсовано новий пакет, який передбачає постачання ще 30 машин. 7 липня 2023 року анонсовано новий пакет, який передбачає постачання ще 32 машин[джерело?].
Відомо також, що на українських Bradley використовується динамічний захист BRAT.
5 листопада 2024 року стало відомо, що 100-та окрема механізована бригада Сухопутних військ Збройних Сил України отримала у свій арсенал бойові машини піхоти M2A2 ODS-SA Bradley.

### Хорватія
В грудні 2019 року стало відомо, що США передадуть Хорватії 84 бойових машин піхоти M2A2 Bradley у модифікації ODS з запасів американської армії. Вартість подарованих бойових машин оцінюється у 84 млн доларів.
З 84 бойових машин піхоти, 60 «Бредлі» підуть на оснащення механізованого батальйону, решту 24 використовуватимуть як ремонтний фонд.
На проведення ремонту та часткову модернізацію 60 бойових машин США виділять допомогу в розмірі 25 млн доларів, у рамках програми European Recapitalization Incentive Program (ERIP), спрямованої на заміну в країнах Східної і Південної Європи радянського більш сучасними зразками американського виробництва. Витрати Хорватії оцінено у 2-3 млн доларів.
В січні 2022 року стало відомо, що Хорватський уряд досяг домовленостей зі Сполученими Штатами щодо закупівлі бойових машин армії Bradley M2A2, яка обговорювалась з 2017 року.
У рамках угоди Хорватія отримає 62 повністю оснащені БМП, 5 для навчання та 22 на запчастини, тобто загалом 89 машин замість запланованих 84. Угода також включає 25-мм автоматичні гармати, 7,62-мм кулемети, протитанкові ракети та інше супутнє обладнання.
Контракт оцінюється в 196,4 млн доларів, але Хорватія заплатить лише 145,3 млн доларів, оскільки решта, 51,1 млн доларів, буде оплачено самими США. Крім того, американська сторона виділить ще 11 млн доларів на модернізацію БМП.
Угода також передбачає залучення хорватської компанії Đuro Đaković до ремонту та модернізації Bradley M2A2 на своїх заводах у Славонському Броді.
Постачання БМП американська сторона розпочне у 2023 році.
За повідомленнями ЗМІ, 10 жовтня 2024 року Хорватська армія успішно випробувала бойову машину Bradley. Випробування проходили на заводі Kindrovo, яким керує Đuro Đaković поблизу Славонського Броду, а також на військовому полігоні «Gašinci» поблизу Джаково. Перші 44 із 89 автомобілів Bradley, поставлених до Хорватії, проходять ремонт та огляд у Đuro Đaković, станом на жовтень 2024 року.

## Оцінки
На думку американського військового кореспондента БМП M2A2-ODS Bradley є найкращою бойовою машиною піхоти для повномасштабної російсько-української війни. Вона має кращий захист, ніж російські БМП: її броня витримує влучення РПГ-7 і 30-мм снарядів з будь-якого напрямку, тоді як БМП-2 витримує 23-мм снаряд, а БМП-3 — 30-мм снаряд (під питанням), але тільки в лобовій площині. Тепловізійний приціл SADA-II дозволяє виявляти цілі на відстані до 8 км, що дає перевагу над російськими танками і БМП вночі, більшість з яких не оснащені тепловізійними прицілами. Автоматична гармата M242 Bushmaster має темп вогню 200—500 снарядів на хвилину, які вилітають зі швидкістю 1,1 км/с, що дозволяє завдавати критичних ушкоджень навіть найсучаснішому російському танку Т-90М. Крім того, БМП озброєна протитанковими ракетами TOW-2B з тандемною кумулятивною бойовою частиною, здатними вражати цілі на відстані до 4,5 км. В одному з випадків одна «Бредлі» змогла такими ракетами знищити відразу 2 російських танки.
За словами командира БМП Bradley 100-ї окремої механізованої бригади машина має високий захист. Під час виконання бойового завдання його «Бредлі» наїхала на протитанкову міну ТМ-62, внаслідок потужного вибуху машина отримала пошкодження підвіски, були відірвані катки, а також розірвана гусениця. Екіпаж та десант БМП не отримали жодних поранень, а завдяки шоломофонам для екіпажу наїзд на протитанкову міну навіть не призвів до контузій.

## У культурі
- В ММО-грі War Thunder представлені M3 Bradley та M3A3 як винищувачі танків зі статусом легкого танка VII рангу.
- В серії стратегій Wargame представлені різні модифікації БМП Bradley.
- В серії шутерів від першої особи Battlefield представлені різні модифікації БМП Bradley.
- В серії шутерів від першої особи Call of Duty представлені різні модифікації БМП Bradley.
- В серії тактичних шутерів Arma представлені різні модифікації БМП Bradley.
- В тактичному шутері Squad представлений M2A3 Bradley.
- В стратегії Call to Arms представлений M2A3 Bradley як важка БМП.

А також в багатьох відеоіграх про сучасні або гіпотетичні конфлікти.

## Відео
- Gulf War: M2 Bradley vs T-72 [Архівовано 1 лютого 2014 у Wayback Machine.]
- M2 Bradley [Архівовано 27 червня 2014 у Wayback Machine.]
- M2 Bradley Infanty Fighting Vehicle | Military-Today.com [Архівовано 27 червня 2014 у Wayback Machine.]
- M2 Bradley [Архівовано 1 лютого 2014 у Wayback Machine.](укр.)